# المحافظة الوسطى (البحرين)
المحافظة الوسطى هي محافظة سابقة في البحرين ألغيت في سبتمبر 2014. وشملت أجزاء من بلديات جد علي ومدينة عيسى وسترة وعالي السابقة. ضمت بعض المناطق التابعة لها إلى محافظة العاصمة والمحافظة الجنوبية والمحافظة الشمالية.

خريطة تبين المحافظة الوسطى في البحرين

## وصلات خارجية
- موقع المحافظة الوسطى الحكومي